# Коул (округ, Міссурі)
Шаблон:StateAbbr_ 38°31′ пн. ш. 92°17′ зх. д. / 38.51° пн. ш. 92.28° зх. д.
Округ  Коул (англ. Cole County) — округ (графство) у штаті Міссурі, США. Ідентифікатор округу 29051.

## Історія
Округ утворений 1820 року.

## Демографія
За даними перепису 
2000 року 
загальне населення округу становило 71397 осіб, зокрема міського населення було 49582, а сільського — 21815.
Серед мешканців округу чоловіків було 36676, а жінок — 34721. В окрузі було 27040 домогосподарств, 17940 родин, які мешкали в 28915 будинках.
Середній розмір родини становив 3.
Віковий розподіл населення поданий у таблиці:
| Стать    | До 15 років | 15-21 | 22-29 | 30-39 | 40-49 | 50-65 | 65-85 | Понад 85 |
| -------- | ----------- | ----- | ----- | ----- | ----- | ----- | ----- | -------- |
| Чоловіки | 7259        | 3598  | 4753  | 6509  | 6164  | 5187  | 2910  | 296      |
| Жінки    | 7079        | 3348  | 3576  | 5106  | 5528  | 5209  | 4062  | 813      |

## Суміжні округи
- Бун — північ
- Келлевей — північний схід
- Осейдж — південний схід
- Міллер — південний захід
- Моніто — північний захід

## Виноски
1. ↑  U.S. Decennial Census. United States Census Bureau. Архів оригіналу за 26 квітня 2015. Процитовано 14 листопада 2014.
2. ↑  Historical Census Browser. University of Virginia Library. Архів оригіналу за 11 серпня 2012. Процитовано 14 листопада 2014.
3. ↑  Population of Counties by Decennial Census: 1900 to 1990. United States Census Bureau. Архів оригіналу за 3 грудня 2014. Процитовано 14 листопада 2014.
4. ↑  Census 2000 PHC-T-4. Ranking Tables for Counties: 1990 and 2000 (PDF). United States Census Bureau. Архів оригіналу (PDF) за 18 грудня 2014. Процитовано 14 листопада 2014.
5. ↑  State & County QuickFacts. United States Census Bureau. Архів оригіналу за 8 липня 2011. Процитовано 7 вересня 2013.(англ.) Наведено за англійською вікіпедією.
6. ↑  American FactFinder. Бюро перепису населення США. Архів оригіналу за 29 липня 2011. Процитовано 31 січня 2008.

| США | Це незавершена стаття з географії США. Ви можете допомогти проєкту, виправивши або дописавши її. |